# سول (صحيفة)
سول هي صحيفة ذات توجهات يسارية في تركيا .